# Fury 325
Fury 325 est un parcours de giga montagnes russes en métal du parc d'attractions Carowinds situé entre la Caroline du Nord (Charlotte) et la Caroline du Sud (Fort Mill), aux États-Unis. Fabriqué par Bolliger & Mabillard, il atteint une hauteur maximale de 99 mètres en faisant de lui les plus hautes et les plus rapides giga montagnes russes dans le monde et les 5e plus grandes montagnes russes toutes catégories confondues. Pendant le trajet, les trains peuvent atteindre des vitesses allant jusqu'à 153 km/h, en traversant les courbes à haute vitesse, et passant au-dessus et sous l'entrée principale du parc.